# آتروپین
آتروپین (به انگلیسی: Atropine) از داروهای موجود در ترالی اورژانس است. دو کاربرد مهم داروی آتروپین سولفات در اورژانس، برادیکاردی علامت دار و دیگری آنتی دوت مسمومیت با ارگانوفسفره‌ها در دوزهای بالا است.
نام ژنریک: آتروپین سولفات
طبقه دارویی: آلکالوئید بلادونا، آنتی کولینرژیک
نام تجاری: Atropisol (آتروپیسول)، Dicatro (دیکاترو)
گرفته شده از گیاه: atropa belladonna
رده درمانی: آنتی کولینرژیک (پاراسمپاتولیتیک)، واگولیتیک (مهارکننده عصب واگ)، آنتی آریتمی
اشکال دارویی: آمپول، قرص، قطره
مکانیسم اثر: بلوک گیرنده‌های استیل کولین، افزایش ضربان قلب، کاهش حرکات (تونیسیته عضلات صاف) دستگاه گوارشی، دستگاه ادراری و صفراوی و اثرات ضد ترشحی. ممانعت از اثرات موسکارینی استیل‌کولین در محل‌های پس‌سیناپس ریشه‌های عصبی پاراسمپاتیک مثلاً در عضلات صاف، غدد ترشحی و سیستم عصبی مرکزی، ممانعت از ترشح بزاق، ترشحات برونی و تعریق با دوزهای پایین، گشاد شدن مردمک (میدریاز یا همان مردمک گشادی)، افزایش ضربان قلب (اثرات واگولیتیک)، برهم خوردن تطابق چشم با دوزهای متوسط و کاهش حرکات دستگاه گوارش و دستگاه ادراری با دوزهای بالا و ممانعت از ترشح اسید معده با دوزهای خیلی بالا. آتروپین، اثر استیل کولین روی گره‌های SA و AV را بلوک می‌کند. سرعت تخلیه الکتریکی گره سینوسی را افزایش می‌دهد و دوره پاسخ مؤثر گره AV را کاهش می‌دهد و اثر ضد آریتمی اعمال می‌کند. شروع اثر آن سریع است و نیمه عمر آن حدود ۴ ساعت است و دفع کلیوی دارد.
وضعیت دسترسی: کلاس۲

## موارد مصرف
- برادیکاردی سینوسی علامت دار
- آنتی دوت مسمومیت با سموم ارگانوفسفره در دوزهای بالا
- برادی آریتمی (ریتم جانکشال یا escape)
- ممانعت از ترشح بزاق و رفلکس‌های قلبی واگ
- گشادکننده مردمک قبل از جراحی
- درمان کوتاه مدت یا جلوگیری از برونکواسپاسم و گشادکننده برونش
- آسیستول
- فعالیت الکتریکی بدون نبض (PEA) با ریتم قلبی کمتر از ۶۰

از آتروپین در دوزهای بالاتر به عنوان پادزهر (آنتی دوت) برای مسمومیت با سموم ارگانوفسفره‌ها تا حد رفع شدن علائم مسمومیت استفاده می‌شود.
برادیکاردی علامت دار: افرادیکه برادیکاردی خفیف دارند (ضربان بین ۵۰ تا ۶۰) معمولاً بدون علامت هستند اما وقتی ضربان کم‌تر شود، علایمی چون سنکوپ (syncope) سرگیجه (dizziness) ضعف (weakness) خستگی (fatigue) درد قفسه سینه (chest pain) نفس‌های کوتاه (shortness of breath) گیجی (confusion) اختلال خواب و تپش قلب نشان می‌دهند.
نکته: حداقل دوز آتروپین 0.5mg (یک آمپول) است؛ زیرا دوزهای کمتر از نیم میلیگرم ممکن است موجب برادیکاردی شود.
در درمان برادیکاردی، حداکثر دوز آتروپین 3mg (شش عدد آمپول) است.
در بلوک‌های درجه ۲ نوع دوم و درجه ۳ قلبی که درمان قطعی استفاده از ضربان ساز است، می‌توان تا زمان آماده شدن ضربان‌ساز از آتروپین استفاده کرد.

### موارد منع مصرف
در بیماران گلوکومی (آب سیاه) به دلیل افزایش فشار داخل چشم، خطرناک بوده و منع مصرف دارد. در شرایط اورژانس منع مصرف مطلق ندارد.

### موارد احتیاط
در بیمارانی که علایم ایسکمی میوکارد دارند، با احتیاط مصرف شود.

### اثرات جانبی
تاکی‌کاردی، سردرد، سرگیجه، اضطراب، خشکی دهان، گشاد شدن مردمک، تاری دید، احتباس ادراری (بخصوص در مردان مسن تر)

## دز مصرف

### آسیستول یا فعالیت الکتریکی بدون نبض

#### بزرگسالان
به صورت تزریق وریدی (IV) یا انفوزیون داخل استخوانی (IO) به مقدار 1mg تکرار هر ۵–۳ دقیقه تا حداکثر 3mg یا در واقع 0.04mg/kg؛ پس در حین احیاء بیشتر از ۶ آمپول آتروپین نباید تزریق شود.

#### کودکان
0.02mg/kg (حداقل 0.1mg و حداکثر 0.5mg برای نوزادان و شیرخواران کوچک و 1mg برای کودکان بزرگتر)، این دوز در صورت نیاز ۵–۳ دقیقه بعد تا ۱ بار دیگر قابل تکرار است.
به‌طور مثال بهتر است برای یک کودک ۵ کیلوگرمی یک آمپول آتروپین را در یک سرنگ ۵ سی‌سی با سرم نمکی رقیق کنید و هر بار ۱ سی‌سی از این محلول را تزریق کنید.

### برادیکاردی سینوسی علامت دار

#### بزرگسالان
دوز اولیه آتروپین در برادیکاردی سینوسی 0.5mg بوده و تا سقف دوز 3mg داده می‌شود.
نکته: در بلوک درجه ۲ نوع دوم و درجه ۳ قلبی که درمان قطعی استفاده از ضربان ساز می‌باشد، می‌توان تا زمان آماده شدن ضربان ساز از آتروپین با دوز ذکر شده‌استفاده کرد.

#### کودکان
دوز اولیه 0.02mg/kg حداقل 0.1mg و حداکثر 0.5mg که در کودکان بزرگتر می‌توان حداکثر تا 1mg هم داده شود.
آتروپین در کودکان فقط یکبار تکرار می‌شود.

### مسمومیت با ارگانوفسفره‌ها
دوزهای بالای آتروپین با توجه به پاسخ درمانی و برطرف شدن علایم مسمومیت به کار می‌رود و حداکثر دوز تعریف نشده است.